# Vals-des-Tilles
Vals-des-Tilles là một xã thuộc tỉnh Haute-Marne trong vùng Grand Est đông bắc nước Pháp.